# Второе сражение при Римс-Стейшен
Второе сражение при Римс-Стейшен (англ. Second Battle of Ream's Station) — одно из сражений периода осады Петерсберга во время американской гражданской войны. Произошло 25 августа 1864 года у железнодорожной станции Римс-Стейшен, когда две дивизии генерала Хэнкока разбирали полотно Велдонской железной дороги. Федералы заняли старые укрепления у станции и отбили две атаки противника, но во время третьей атаки южане ворвались в укрепления, захватили множество пленных и три артиллерийские батареи. Это сражение стало первым поражением в карьере генерала Хэнкока и привело к отставке генерала Гиббона от дивизионного командования.

## Предыстория
Когда в июне 1864 года началась осада Питерсберга, генерал Грант стал искать способы уничтожения железных дорог, по которым снабжались Питерсберг, Ричмонд, и Северовирджинская армия генерала Ли. Одной из таких дорог была линия Питерсберг-Велдон, которая шла из Питерсберга в северокаролинский город Велдон, где начиналась дорога Уильмингтон-Велдон. Две эти дороги связывали Питерсберг с портом Уильмингтон. 21 июня в ходе сражения на Иерусалимской дороге II корпус армии Гранта успел уничтожить отрезок этой дороги, но был отброшен атакой корпуса Эмброуза Хилла.
18 — 21 августа частям корпуса Уоррена удалось захватить и разрушить участок дороги у Глоб-Таверн, из-за чего южанам теперь приходилось перегружать товары в повозки и везти их обходным 48-километровым путём к Питерсбергу. Но Грант желал, чтобы дорога полностью перестала действовать, а для этого надо было разобрать 23 километра полотна от Глоб-Таверн до реки Рованти-Крик. 21 августа корпус Хэнкока вернулся из экспедиции к Дип-Боттом в лагерь под Питерсбергом, и ему сразу же было поручено уничтожить дорогу. Днём 22 августа 1-я дивизия корпуса (временно под командованием Майлза) вышла к дороге и успела до ночи разобрать 3 километра полотна. 23 августа командование дивизией принял генерал Барлоу и за день удалось разобрать полотно до станции Римс-Стейшен. В окрестностях станции была замечена кавалерия противника, но кавдивизия Грегга держала их на расстоянии.
Генерал Ли ещё 21 августа прибыл из Ричмонда, чтобы изучить ситуацию у Велдонской дороги, и был свидетелем сражения у Глоб-Таверн, когда дивизии Махоуна не удалось отбросить от дороги корпус Уоррена. Ли надеялся усилить дивизию Махоуна и повторить атаку, но в итоге отказался от этой идеи. Между тем кавалерия Уэйда Хэмпптона разведала обстановку вдоль дороги и обнаружила корпус Хэнкока у Римс-Стейшен. Решив, что позиция противника не очень выгодна, он предложил усилить свою кавалерию пехотой и атаковать северян у станции. Это помешало бы противнику продолжать разборку полотна, а с политической точки зрения любая победа дискредитировала партию сторонников войны в Вашингтоне. Ли одобрил предложение Хэмптона, но решил не повторять ошибок Глоб-Таверн и сразу выделить для атаки значительные силы. К Римс-Стейшен были направлены две бригады дивизии Хета (Кука и Макрея), две бригады дивизии Махоуна (Сандерса и Вейсигера) и три из дивизии Уилкокса. Днём 24 августа эти бригады были выведены из укреплений Питерсберга и направлены к Римс-Стейшен для атаки с запада.

## Федеральные укрепления

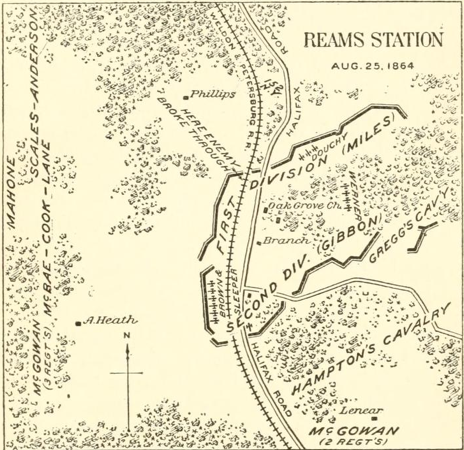
Укрепления при Римс-Стейшен

Когда 23 августа части Майлза вышли к Римс-Стейшен, они нашли там укрепления, наскоро возведённые в июне частями VI корпуса. Дивизия провела ночь в этих укреплениях, и вернулась в них следующей ночью. В те дни никто не придал большого значения этим укреплениям. Сами эти укрепления были обращены фронтом на три стороны: на восток, север и юг, каждый участок имел длину около 700—800 метров. В распоряжении Хэнкока было три артиллерийские батареи, всего 14 орудий. 6 орудий 12-й Нью-Йоркской артиллерийской батареи были установлены на северном участке. Здесь был высокий бруствер и удобные позиции для орудий. 4 орудия 10-й Массачусетской батареи (так. наз. батарея Слипера) заняли западный участок. Бруствер здесь имел высоту всего около метра и позиции для орудий были наименее удобны. 4 орудия Род-Айлендской батареи (так. наз. батареи Брауна) заняли южный угол, при этом некоторые орудия стояли прямо на полотне железной дороги. Позиция здесь была лучше, чем у массачусетской батареи, хотя и не так хороша как у Нью-Йоркской.
Западный участок, помимо низкого бруствера, имел другой серьёзный недостаток: сразу за ним в 20-30 метрах проходила выемка железной дороги, которая не позволяла доставлять боеприпасы орудиям. Вся же позиция была расположена так, что если бы противник начал артиллерийский обстрел северного участка, то перелетающие снаряды попадали бы по южному участку (что в итоге и произошло). Хэнкок писал в рапорте, что эти укрепления были построены другими людьми для других целей, и были крайне неудобны, и отчасти ими объясняется неудача сражения и потеря артиллерии. По какой-то причине Хэнкок не предпринял никаких мер для улучшения укреплений 24 августа. Вероятно, его корпус был измотан дип-боттомской экспедицией и маршем к Римс-Стейшен, и Хэнкок хотел, чтобы люди отдохнули. Впоследствии никто не осуждал его за это упущение.

## Сражение
Конфедераты начали первую атаку в районе 14:00, приближаясь с запада. Части III корпуса атаковали правый фланг, где позиции держала дивизия Майлса, а кавалерия Хэмптона нанесла удар по занимающей левый фланг дивизии Гибсона. Обе атаки были отбиты, но это было только начало.